# Pedante

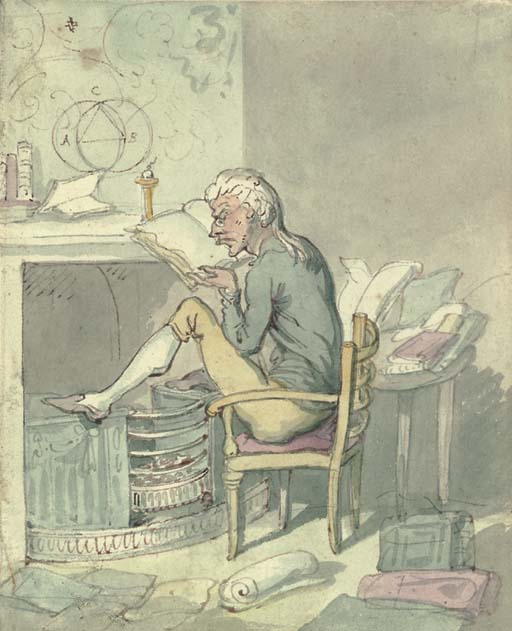
"O Pedante" pelo caricaturista Thomas Rowlandson

Um pedante é um formalista ou detalhista em pedagogia ou erudição. A palavra provém do italiano pedante (1535), significando "mestre-escola", "professor". A origem do termo italiano é incerto. O primeiro elemento é aparentemente o mesmo que em pedagogo (um professor) e tem sido sugerido que pedante é uma contração do latim medieval pædagogantem, particípio presente de pædagogare ("agir como pedagogo, ensinar"), mas não há evidência sólida disso.
A palavra é geralmente empregada numa conotação negativa, indicando alguém extremamente preocupado com minúcias e detalhes, e cujo tom é percebido como condescendente. Quando foi usado pela primeira vez por Shakespeare em Love's Labour's Lost (1588), significava simplesmente "professor". Pouco depois, começou a ser usada em sentido negativo. Thomas Nashe escreveu em Have with you to Saffron-walden (1596), página 43: "O, tis a precious apothegmaticall [terse] Pedant, who will finde matter inough to dilate a whole daye of the first inuention [invention] of Fy, fa, fum".

## Uso do termo
Ser citado como pedante é geralmente considerado um insulto. Todavia, algumas pessoas têm orgulho em ser consideradas pedantes, especialmente no que diz respeito ao uso da norma culta. Numa tentativa de evitar censura, as pessoas que desejam fazer uma correção, frequentemente começam com a frase "não quero ser pedante, mas..." ou "sem querer ser pedante,...".
Pedantismo também pode ser um indicativo do desenvolvimento de certas desordens mentais: o autismo de alto rendimento, frequentemente apresenta um comportamento caracterizado por um discurso pedante. Portadores da síndrome de Asperger tendem a ser obcecados com minúcias sobre determinados assuntos e sentem-se dispostos a dar longas e detalhadas explicações sobre eles.
O transtorno obsessivo-compulsivo é também em parte caracterizado por uma forma de pedantismo que se preocupa fundamentalmente com a observância estrita de regras, procedimentos e práticas.